# László József Bíró

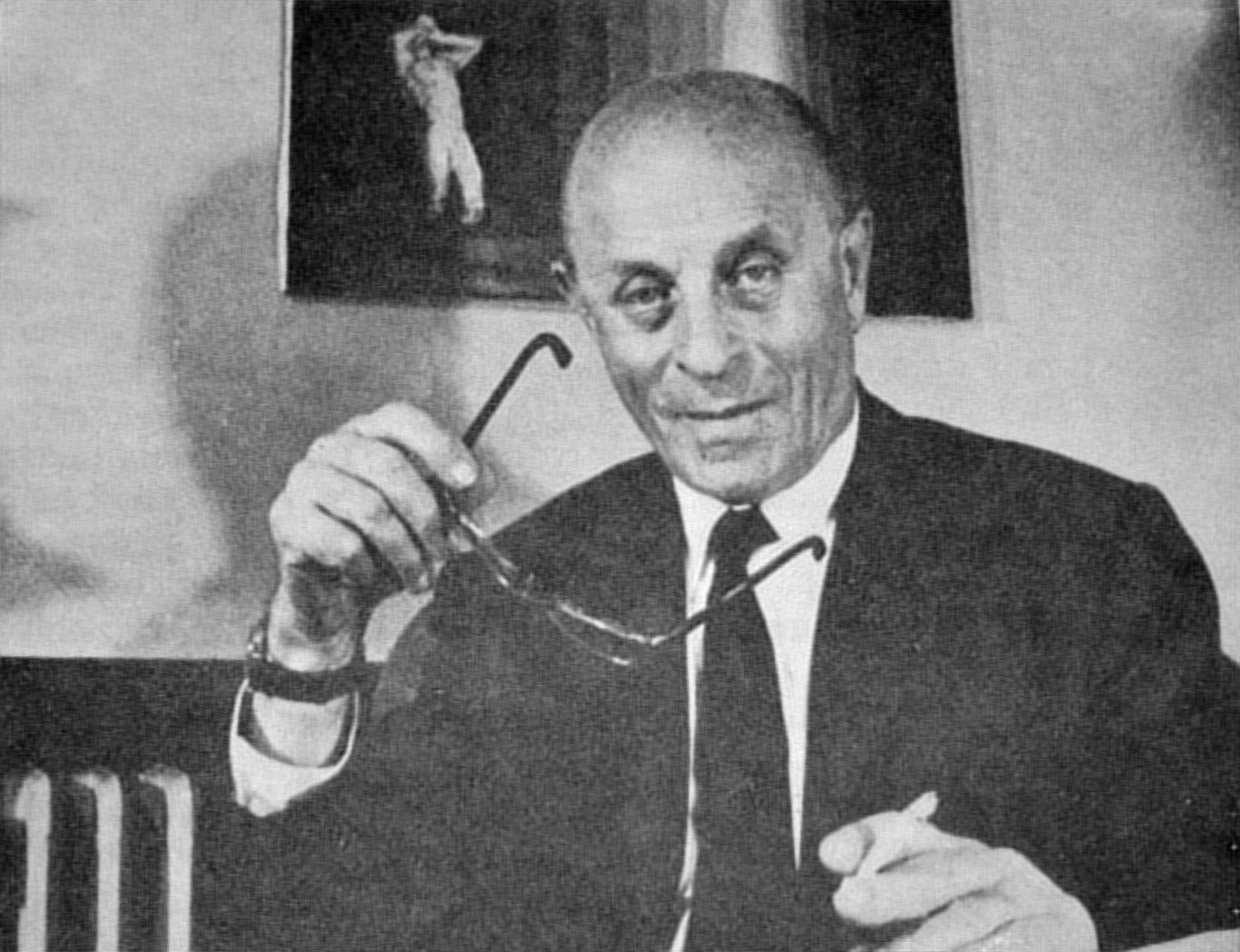
László József Bíró (circa 1978)

László József Bíró [ˈlaːsloː ˈjoːʒɛf ˈbiːroː], geboren als László József Schweiger (* 29. September 1899 in Budapest, Ungarn; † 24. Oktober 1985 in Buenos Aires, Argentinien) war ein ungarischer Erfinder. Er ließ sich als Erster einen kommerziell erfolgreichen Kugelschreiber patentieren.

## Leben
László József Bíró wurde als László József Schweiger im VI. Budapester Bezirk in eine jüdische Familie geboren. Seine Eltern waren der Zahnarzt Mózes Mátyás Schweiger und dessen Ehefrau Janka Ullmann. Im Jahr 1905 ließ die Familie den Familiennamen zu Bíró („Richter“) magyarisieren. Nach dem Schulbesuch begann Sohn László ein Medizinstudium, das er jedoch später abbrach.

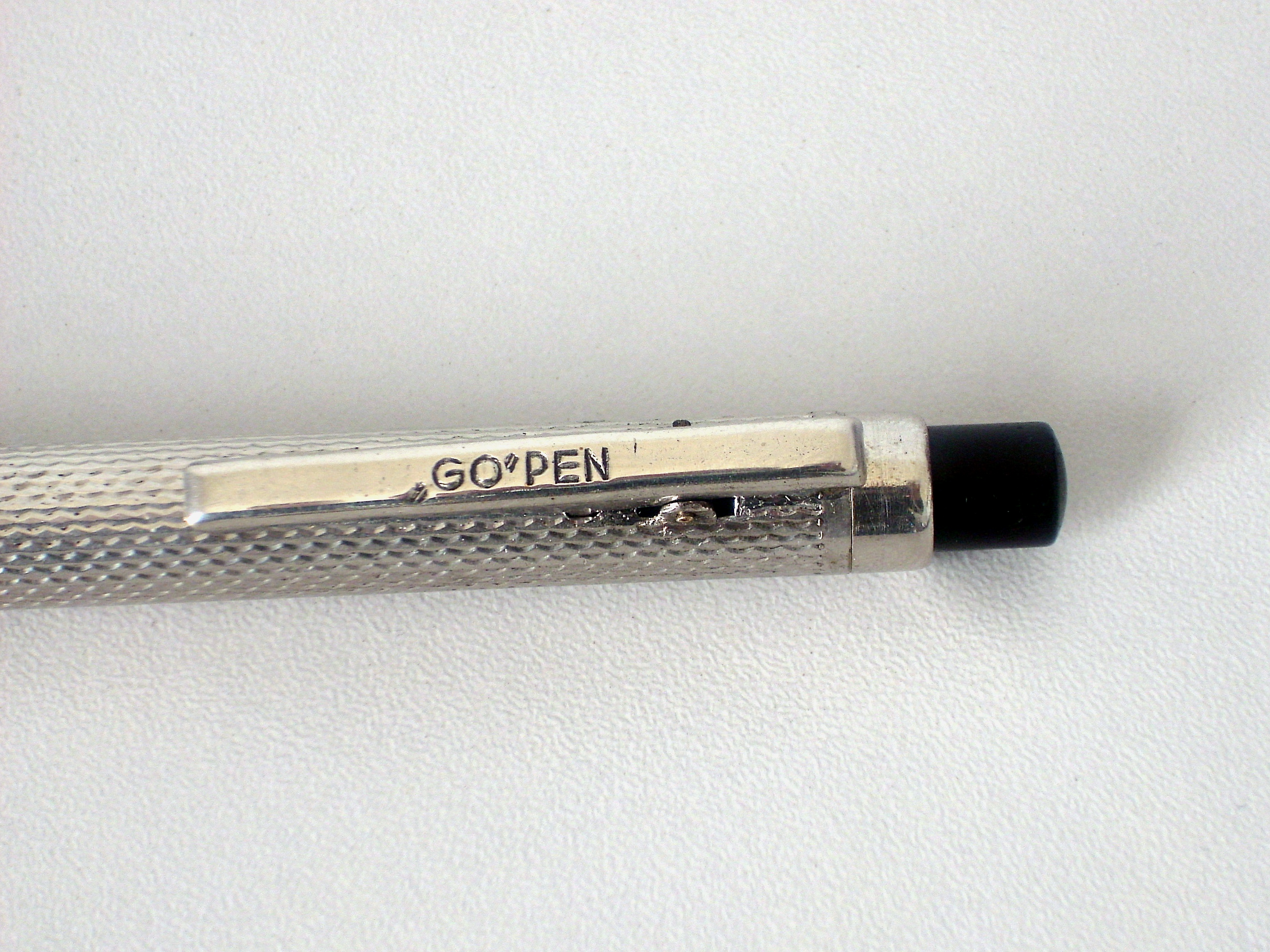
Von Biro entworfener Go-Pen

Nach unterschiedlichen Interessen und Tätigkeiten, unter anderem als Versicherungsmakler und Rennfahrer, entwickelte er 1932 mit einem Freund ein Automatikgetriebe für Personenkraftwagen. Das Patent erwarb General Motors – aber nur aus dem Grund, damit kein anderer Hersteller es verwerten konnte.
Im selben Jahr wurde Bíró als Chefredakteur der Zeitschrift „Hongrie-Magyarország-Hungary“ damit beauftragt, die Kunst Ungarns im Ausland populär zu machen. Anschließend kam er zur Wochenzeitung „Előre“. In der dortigen Druckerei kam ihm beim Betrachten der Rotationswalzen die Idee der Produktion eines Stiftes, der mit Tinte schreibt, aber nicht schmiert. Nach eigener Darstellung brachten ihn Kinder beim Murmelspiel auf die Idee: rollt die Murmel durch eine Pfütze, hinterlässt sie danach eine feuchte Spur. Als Bíró das sah, hatte er eine Idee und ließ seinen ersten Kugelschreiber patentieren: schreibt leicht, kleckst nicht und lässt die Tinte im Tank nicht trocknen.
Es brauchte nur eine Röhre mit einer sich drehenden Kugel an ihrem Ende sowie Tinte, die in der Röhre nicht austrocknet, auf dem Papier aber sofort trocken wird. Bíró meinte, mit einer Tinte aus festen und flüssigen Bestandteilen würden die flüssigen Teile vom Papier eingesaugt werden, während die festen auf der Papieroberfläche blieben. Mit Hilfe seines Bruders György, des Erfinders Andor Goy und der Brüder Kovalszky gelang ihm die Konstruktion eines solchen Stiftes. Am 25. April 1938 erhielt er das Patent für den Kugelschreiber. Die ersten, noch ziemlich „stotternden“ Stifte kamen unter dem Namen Go-Pen bald auf den Markt.
Bíró war inzwischen verheiratet und hatte eine Tochter. Ungarn war Verbündeter des nationalsozialistischen Deutschland und setzte unter der Herrschaft von Miklós Horthy die Juden zunehmend unter Druck. Die Lebensbedingungen für die jüdische Familie verschärften sich. Am 31. Dezember 1938, einen Tag vor Inkrafttreten eines neuen Gesetzes, das es untersagte, Patente ins Ausland mitzunehmen, verließ er daher mit seiner Familie Ungarn und ging mit ihr nach Frankreich.
In Paris setzte Bíró seine Forschungen in einem eigenen Labor fort. Nach Beginn des Zweiten Weltkriegs mussten die Arbeiten aber eingestellt werden. Nach dem Einmarsch der deutschen Truppen floh Bíró mit seiner Familie nach Argentinien. Durch einen glücklichen Zufall hatte er 1938 den damaligen argentinischen Präsidenten Agustín Pedro Justo im Königreich Jugoslawien kennengelernt.

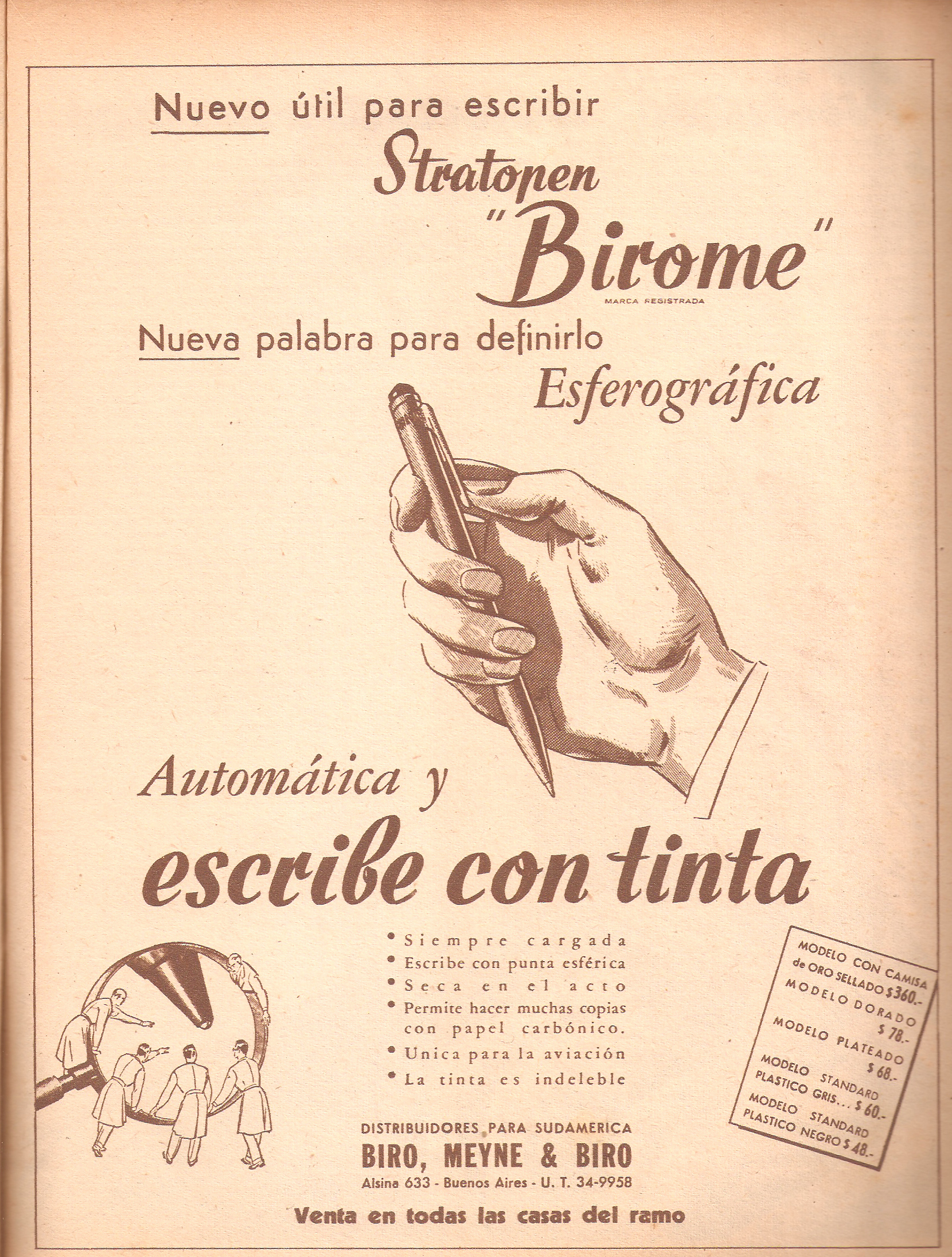
Argentinische Werbung für den Stratopen „Birome“ von 1945

In Südamerika forschte Bíró weiter, erhielt am 17. Juni 1943 ein neues US-Patent, und gleich danach begann er mit der Produktion der Stifte unter dem Namen „Eterpen“. Bíró wurde Direktor der größten Kugelschreiberfabrik Argentiniens „Sylvapen“, die jährlich sieben Millionen Kulis herstellte. Der tatsächliche Durchbruch für den Kugelschreiber kam mit dem britischen Geschäftsmann Henry George Martin. Er erkannte ihn als ideales Schreibwerkzeug für Flugzeugbesatzungen, kaufte Bíró die Patentrechte ab und startete eine Kugelschreiberproduktion in Reading in England. Nach dem Zweiten Weltkrieg begannen mehrere Unternehmen, Kugelschreiber zu produzieren, teilweise ohne die Patentrechte zu besitzen.
Bíró plante ein Parfüm mit dem gleichen Kugel-Prinzip, den Vorläufer der Deo-Roller. Die Serienherstellung in den USA schlug aber fehl. Die nächste Bíró-Erfindung war ein Fieberthermometer für das Handgelenk und ein Blutdruckmesser ähnlichen Formats. Er erarbeitete auch eine neue Methode für die Herstellung von künstlichem Harz und erfand einen neuen Kunststoff, das Birolit.
Bíró entwickelte zudem eine Reihe von Parfüms und ließ sie zwischen 1945 und 1948 auf seine Firma Biro, Meyne & Biro registrieren, darunter Symphonie, Voix du Cœur, Chant de Paris und andere.

## Ehrungen
László József Bíró starb am 24. Oktober 1985 in Buenos Aires im Alter von 86 Jahren. Sein Geburtstag, der 29. September, wird in seiner Wahlheimat Argentinien seither als Tag der Erfinder gefeiert.
Ihm zu Ehren wurden die Kugelschreiber in einigen Ländern nach ihm benannt: Biro (Großbritannien,
Irland, Italien), Biron (Frankreich), Birome (Argentinien).